# Elizabeth Allan
Ne pas confondre avec l'actrice américaine Elizabeth Allen (1929-2006).
Elizabeth Allan est une actrice anglaise, née le 9 avril 1908 à Skegness (Royaume-Uni) et morte le 27 juillet 1990 à Hove (Royaume-Uni).

## Filmographie
- 1931 : Many Waters de Milton Rosmer : Freda Barcaldine
- 1931 : Chin Chin Chinaman de Guy Newall : La comtesse Olga Dureska
- 1931 : Alibi de Leslie S. Hiscott : Ursula Browne
- 1931 : Rodney Steps In, court-métrage de Guy Newall : une femme masquée
- 1931 : The Rosary de Guy Newall : Vera Mannering
- 1931 : Black Coffee de Leslie S. Hiscott : Barbara Amory
- 1931 : Michael and Mary de Victor Saville : Romo
- 1932 : Nine Till Six de Basil Dean : Gracie Abbott
- 1932 : Meurtres (The Lodger) de Maurice Elvey : Daisy Bunting
- 1932 : Insult de Harry Lachman : Pola Dubois
- 1932 : The Chinese Puzzle de Guy Newall: Naomi Melsham
- 1932 : Service for Ladies d'Alexander Korda : Sylvia Robertson
- 1932 : Down Our Street de Harry Lachman : Maisie Collins
- 1933 : The Shadow de George A. Cooper : Sonia Bryant
- 1933 : Looking Forward de Clarence Brown : Caroline Service
- 1933 : No Marriage Ties de J. Walter Ruben : Peggy Wilson
- 1933 : The Solitaire Man de Jack Conway : Helen Hemming
- 1933 : Ace of Aces de J. Walter Ruben : Nancy Adams
- 1934 : The Lost Chord de Maurice Elvey : Joan Elton
- 1934 : The Mystery of Mr. X (en) d'Edgar Selwyn et Richard Boleslawski : Jane Frensham
- 1934 : Men in White de Richard Boleslawski : Barbara Denham
- 1934 : Java Head de Thorold Dickinson et J. Walter Ruben : Nettie Vollar
- 1934 : Outcast Lady de Robert Z. Leonard : Venice
- 1935 : David Copperfield (The Personal History, Adventures, Experience, and Observation of David Copperfield, the Younger) de George Cukor : Mrs. Clara Copperfield
- 1935 : La Marque du vampire (Mark of the Vampire) de Tod Browning : Irena Borotyn
- 1935 : Le Marquis de Saint-Évremont (A Tale of Two Cities) de Jack Conway : Lucie Manette
- 1936 : La Rebelle (A Woman Rebels) de Mark Sandrich : Flora Anne Thistlewaite
- 1936 : Le Roman de Marguerite Gautier (Camille) de George Cukor : Nichette, la mariée
- 1937 : Michel Strogoff (The Soldier and the Lady) de George Nichols Jr. : Nadia
- 1937 : Le Dernier Négrier (Slave Ship) de Tay Garnett : Nancy Marlowe
- 1938 : Dangerous Medicine d'Arthur B. Woods : Victoria Ainswell
- 1940 : The Girl Who Forgot d'Adrian Brunel : Leonora Barradine
- 1940 : Inquest de Roy Boulting : Margaret Hamilton
- 1940 : Saloon Bar de Walter Forde : Queenie
- 1942 : The Great Mr. Handel de Norman Walker : Mrs. Cibber
- 1942 : Went the Day Well? d'Alberto Cavalcanti : Peggy Pryde, une fille de l'Armée de Terre
- 1944 : He Snoops to Conquer de Marcel Varnel : Jane Strawbridge
- 1949 : Cet âge dangereux (That Dangerous Age) de Gregory Ratoff : Lady Sybil
- 1951 : Le Voyage fantastique (No highway in the sky) d'Henry Koster : Shirley Scott
- 1953 : Folly to Be Wise de Frank Launder : Angela Prout
- 1953 : Twice Upon a Time d'Emeric Pressburger : Carol-Anne Bailey
- 1953 : Le Fond du problème (The Heart of the Matter) de George More O'Ferrall : Louise Scobie
- 1954 : Front Page Story de Gordon Parry : Susan Grant
- 1955 : Born for Trouble de Desmond Davis
- 1956 : The Brain Machine de Ken Hughes : Dr Phillipa Roberts
- 1958 : Grip of the Strangler de Robert Day : Barbara Rankin